# Pfeilerdrehung

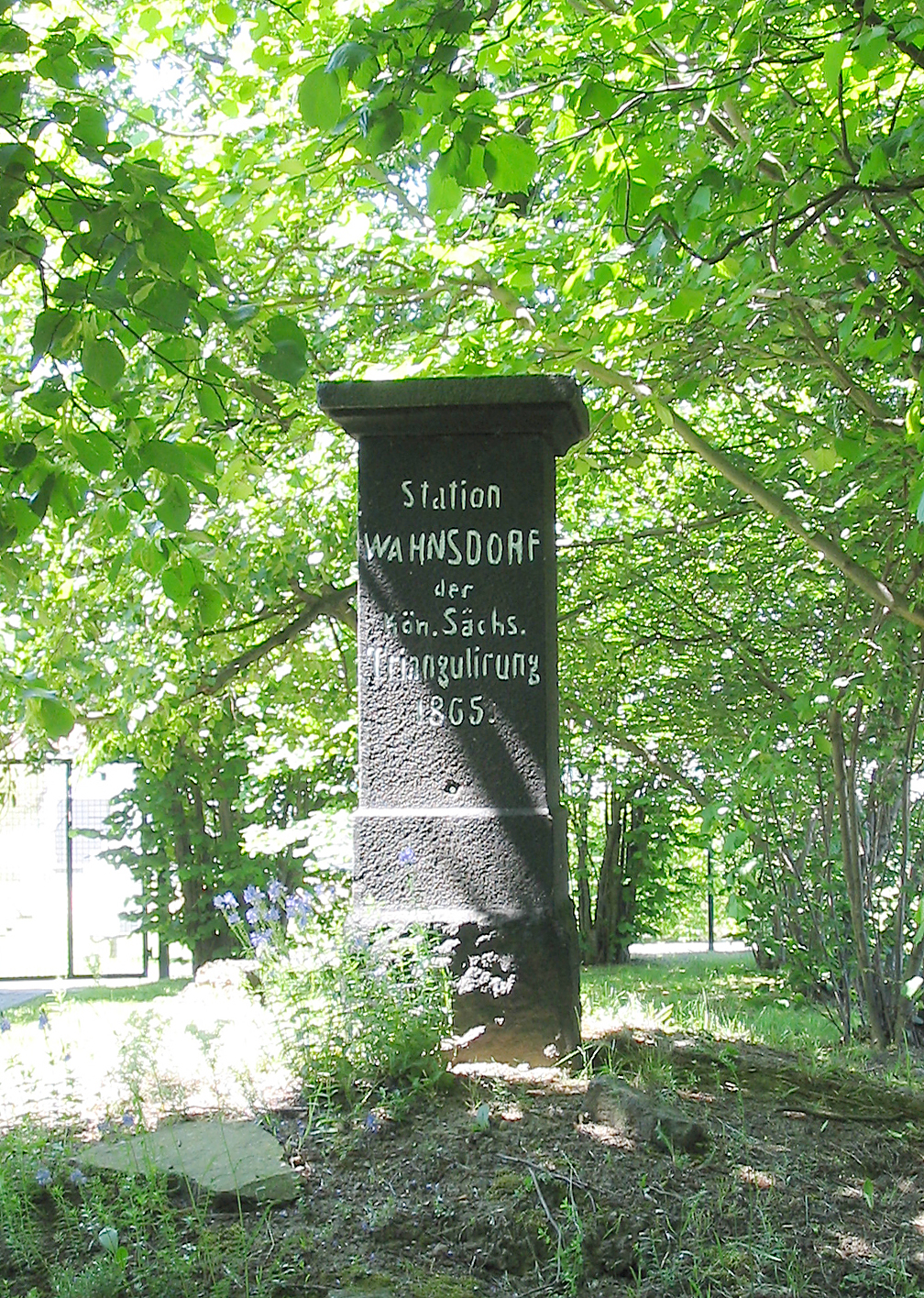
Auch solche stabilen Triangulationspfeiler können sich in der Sonne um mehrere Winkelsekunden drehen

Als Pfeilerdrehung werden in der Geodäsie und Astronomie geringfügige Drehungen von Messpfeilern bzw. Sternwartepfeilern bezeichnet, die durch Temperaturänderungen auftreten und die Messgenauigkeit merklich beeinträchtigen können. Sie wirken stark auf Richtungsmessungen, weniger hingegen auf Vertikalwinkel.
Wenn die Pfeilerdrehung allmählich eintritt, kann sie durch spezielle Messungen (wiederholte Richtungskontrollen, Winkeldifferenz durch Autokollimation, Kontrollbeobachtung mit Miren) weitgehend eliminiert werden. Kritischer sind ruckartige Drehungen, wie sie bei Betonpfeilern durch nächtliche Abkühlung oder durch Sonneneinstrahlung erfolgen. Sie können Beträge von mehreren Winkelsekunden erreichen und nur durch längere Messreihen verringert werden.
Auf Sternwarten werden die Pfeiler großer Teleskope traditionell in Ziegelbauweise errichtet, deren Temperatur durch Hinterlüftung (heute auch Klimatisierung) innerhalb Tagesfrist konstant gehalten wird. Im Freien aufgestellte Instrumente wie Zirkumzenital oder Danjon-Astrolab sind unkritisch, weil nur Zenitdistanzen gemessen werden. 
In der Ingenieurgeodäsie sind Pfeilerdrehungen vor allem bei Deformations- und Kontrollmessungen an Staumauern oder technischen Großprojekten kritisch. Die Sonnenstrahlung wird durch große Schirme verringert, plötzliche Drehungen durch laufende Richtungskontrollen. In der Landesvermessung und Astrogeodäsie vermeidet man größere Effekte durch Beschattung bzw. Abwarten der Abenddämmerung. 